# Theodor Buttenbruch
Theodor Buttenbruch SVD (* 20. Juli 1886 in Osterfeld; † 14. November 1944 in Manila, Philippinen) war ein deutscher römisch-katholischer Geistlicher,  Steyler Missionar und Märtyrer. 

## Leben
Theodor Buttenbruch trat 1899 in die Steyler Missionsschule ein, war Novize und Student im Missionshaus St. Gabriel in Mödling bei Wien und wurde 1910 zum Priester geweiht. Dann ging er als Missionar in die philippinische Provinz Abra. Am 22. September 1912 kam er in Tayum an, ging von dort nach San Quintin und ließ sich dauerhaft in San Juan nieder. Seine Missionsarbeit stand in Konkurrenz zu der von Gregorio Aglipay gegründeten Unabhängigen Philippinischen Kirche, sodass er zahlreiche Konflikte zu bewältigen hatte. 
Nach dem Ersten Weltkrieg verhinderte er die Aufgabe der Abramission und wandte sich den heidnischen Tingguian zu, für die er (in Lacub, Licuan-Baay, Malibcong und Bangilo) Bergschulen eröffnete. Er errichtete 1920 das Zentralhaus der Missionare in Bangued (Colegio del Sagrado Corazon, heute: Divine Word College of Bangued), wurde 1927 zum Regionaloberen ernannt und wechselte 1929 nach Manila. Dort baute er mit finanzieller Hilfe durch den aus den Scheuter Missionaren hervorgegangenen niederländischen Bischof von Tuguegarao, Constant Jurgens CICM (1879–1952), und mit der 1932 bei einem Rombesuch persönlich vorgebrachten Ermunterung durch Papst Pius XI. das zentrale Missionshaus. 
Nach der Führungsarbeit ging er zurück in die Missionsarbeit vor Ort, zuerst nach Zambales, dann nach  Kamuning. Dort gründete er ein Hilfswerk für Amerikaner und Filipinos und wurde von den Japanern, die seit 1942 das Land besetzten, ein erstes Mal zum Tode verurteilt, wieder freigelassen, dann aber im November 1944 wieder festgenommen, gefoltert und hingerichtet. Sein Grab ist unbekannt.
Die Vereinigten Staaten verliehen ihm 1948 postum die Freiheitsmedaille mit Goldener Palme (Medal of Freedom with Gold Palm). 

## Gedenken
Die Römisch-katholische Kirche in Deutschland hat Pater Theodor Buttenbruch  als Märtyrer in das deutsche Martyrologium des 20. Jahrhunderts aufgenommen.